# Akhaura
Akhaura är ett underdistrikt i Bangladesh. Det ligger i den centrala delen av landet, 80 kilometer öster om huvudstaden Dhaka.
Trakten runt Akhaura består till största delen av jordbruksmark. Runt Akhaura är det mycket tätbefolkat, med 1 018 invånare per kvadratkilometer.